# Cynomops mexicanus
Cynomops mexicanus é uma espécie de morcego da família Molossidae. Pode ser encontrada no México, Belize, Guatemala, Honduras, Nicarágua e Costa Rica.